# 努斯鲍姆
努斯鲍姆是德国莱茵兰-普法尔茨州的一个市镇。总面积5.92平方公里，总人口441人，其中男性205人，女性236人（2011年12月31日），人口密度74人/平方公里。